# Церковь Девы Марии Снежной (Прага)
Церковь Девы Марии Снежной — готический зальный костёл в Новом городе Праги, недалеко от Вацлавской площади. Адрес: площадь Юнгмана, 753/18. Заложен в 1347 году императором Карлом IV. Из первоначального монументального проекта были осуществлены только пресбитерий и амбит. При высоте 31,5 метра это один из самых высоких храмов Праги.
В названии храма отражена легенда о «снежном чуде», когда в августе 352 года Дева Мария указала место строительства римской базилики в свою честь тем, что на этом месте неожиданно выпал снег.

## История
Пражский монастырь кармелитов был заложен императором Карлом IV 3 сентября 1347 г., то есть на следующий день после его коронации. Государь подарил нищенствующему (с 1245) ордену кармелитов вместе с разрешением на строительство монастыря большой участок земли и древесину, из которой был построен зал для коронационного пиршества. От сдачи в аренду северо-западной части участка (на котором были построены дома и лавки Курного рынка) орден в дальнейшем получал и денежные средства на строительство. Дополнительный доход поступал от индульгенций и пожертвований горожан.
Коронационный храм был задуман как двухбашенная трёхнефная базилика длиной в 100 метров, с высотой среднего нефа 40 метров. Такие размеры позволили бы ему конкурировать с кафедральным собором Святого Вита и цистерцианским монастырем в Збраславе. Однако завершены были только пресбитерий (освященный в 1379 году), нижняя часть портала и одна «высокая красивая башня».

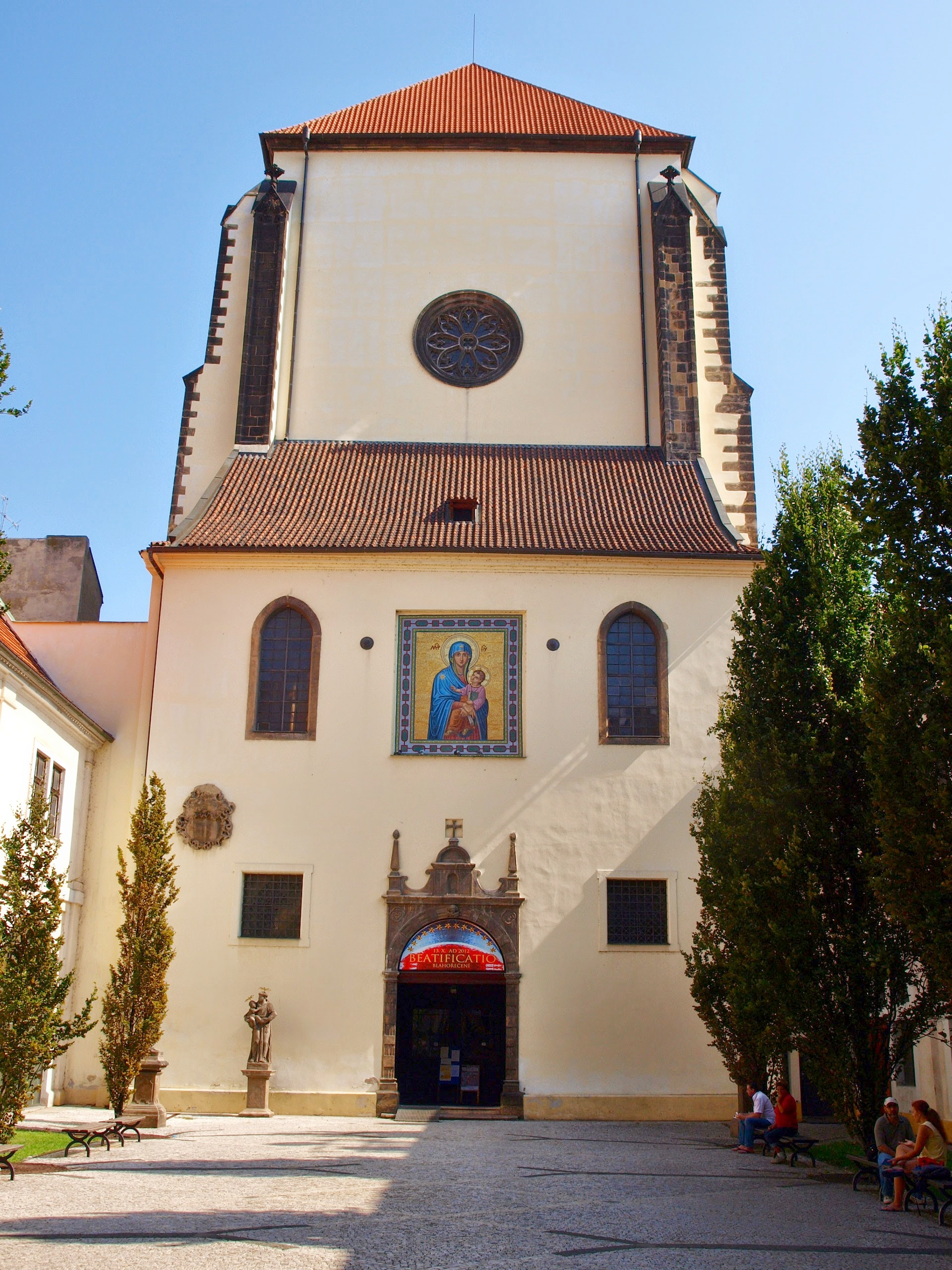
Амбит перед церковью

Строительство башни и нефа зального храма, в соответствии с результатами археологических исследований Юлии Рихтеровой (1981), началось в первой половине XV века, но было прервано гуситскими войнами. В то время в церкви служил гуситским проповедником Ян Желивский. Во время гуситских войн здание было повреждено, с башни был сбит колокол, а затем совсем заброшено монахами и стало ветшать. К концу XV века кармелиты возобновили службы в храме, но отсутствие келий не позволяло вести полноценную монашескую жизнь. В 1566 г. обрушились готические своды церкви.
В 1603 г. император Рудольф II подарил руины недостроенного монастыря  босыми францисканцами. В 1611 г., во время осады Праги имперско-баварскими войсками, произошло нападение лютеран на церковь и монастырь, при котором было убито 14 монахов. В 2012 г. эти «четырнадцать пражских мучеников» были беатифицированы.
Францисканцы за 15 лет достроили церковь, которая 14 мая 1625 года была освящена пражским архиепископом Арноштом Гаррахом. Обрушившиеся готические своды были заменены конструкцией в ренессансном стиле (сетчатые ренессансные своды с изображением звездного неба, Девы Марии, Пресвятой Троицы и святых); также была завершена входная пристройка с хорами.
Обустройство барочного интерьера продолжалось до второй половины XVII века, когда также был достроен монастырь. Во внутреннем дворе была построена однонефная часовня Девы Марии Королевы, называемая «Порцинкульская» (снесена в 1878 году).

## Архитектура и убранство
Существующая церковь — пресбитерий неоконченного проекта готического храма кармелитского монастыря — состоит из большого продольного пространства пяти узких арочных дуг, которое сведено ренессансными сетчатыми сводами. В фасаде передней (то есть западной) стены находится окно-«роза». Контур церкви внешне расчленяют опорные столбы. Всю стену между ними занимают высокие готические трехсекционные окна, в эпоху Возрождения сниженные и оснащенные новыми масверками.  Останки готической кладки боковых нефов сохранились в барочных капеллах, посвященных Деве Марии и Яну Непомуцкому. 

### Внешний вид

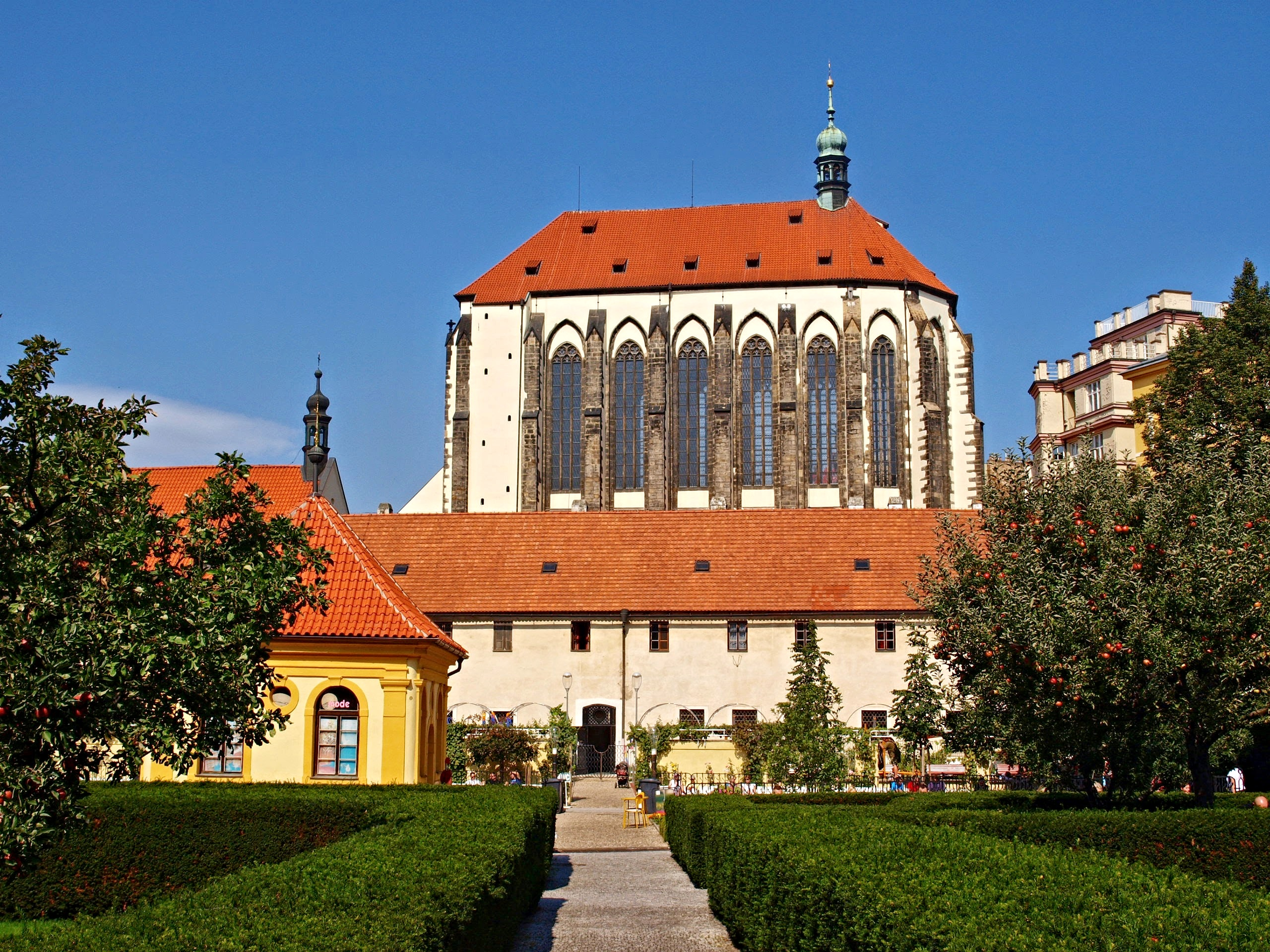
Вид с улицы Франтишканской

Над ренессансным главным порталом при общем восстановлении церкви в 1900 г. была добавлена мозаика Девы Марии Снежной, выполненная Виктором Фёрстером. Выше мозаики отчасти сохранилось подлинное готическое окно-«роза».
На северной стороне от главного хора находится боковой неф, который значительно ниже хора, от которого сохранились только наружные стены. Главный хор построен на принципе «каркасной» конструкции (окна заполняют всю площадь между опорными столбами для достижения максимально возможного светового эффекта), в боковом нефе стены между отдельными опорами выполнены каменной кладкой. Для некоторых архитектурных элементов был использован другой вид камня. Соотношение между главным хором и боковым нефом не стандартно: опорная система хора нелогично западает в боковой неф, геометрические детали частей постройки неоднородны. Вызвано это тем, что в 1379 году (после завершения строительства боковых капелл и до начала возведения главного хора) в проект храма были внесены изменения, призванные увеличить высоту хора.
Усиленная кирпичная кладка на западных концах боковых нефов свидетельствует о том, что над ними предполагалось надстроить по башне. О существовании северной башни свидетельствуют фрагменты, сохранившиеся по сей день. В западной части северной капеллы уцелели останки стен (до 220 сантиметров в ширину и более метра в высоту) и останки винтовой лестницы, которая закреплена в юго-восточном углу в каменной кладке капеллы. Эта башня была, вероятно, достроена уже на первом этапе строительства вместе с северной капеллой. Уже в 1434 г. башню частично снесли: по данным летописи ордена рыцарей креста с красной звездой с неё был сброшен колокол. В 1683 г. башня окончательно обрушилась.

### Тимпан
Над калиткой, ведущей на территорию монастырского кладбища, был размещен оригинал  тимпана из неоконченного храмового портала, к настоящему времени заменённый копией. На горельефе изображен иконографический мотив «Трон Божьей мудрости». На небесном престоле восседает Бог-Отец, который в руках держит крест со своим распятым сыном, Иисусом Христом, над которым летает голубка святого Духа. Это один из самых значительных скульптурных памятников высокой чешской готики, не относящихся к школе Парлержа. 
Сцену треугольного тимпана внизу дополняют две стоящие на коленях фигуры донаторов: их головы не сохранились, поэтому учёные спорят об их идентификации. В соответствии с двумя сохранившимися гербами, изображающими чешского двухвостого льва и моравскую клетчатую орлицу, наиболее распространено мнение, что фигуры изображают Карла IV и его первую жену Бланш из династии Валуа (Файт-Главачкова). Существуют также гипотезы, что фигуры изображают либо Карла IV и его брата маркграфа Яна Генриха (Опитз), либо короля Иоанна Люксембургского и его сына Карла (который до 1347 года был маркграфом Моравии). 
Оригинал тимпана был снят при реставрации площади бывшего Курного рынка в 1910 г. и выставлялся в лапидарии Национального музея, откуда его переместили в экспозицию бывшего монастыря святого Георгия (Пражский Град). После её закрытия в 2012 г. тимпан был перевезен в загородный депозитарий.
Во дворе перед церковью стояла Лоретанская капелла, окруженная амбитом. Её заказчиками (донаторами) были Фердинанд Берхтольд, граф из Угерчиц (1657—1720), с женой Уршулой из рода Вртбов. В 1692 г. капелла была перестроена, а в 1878 году снесена.

### Интерьер

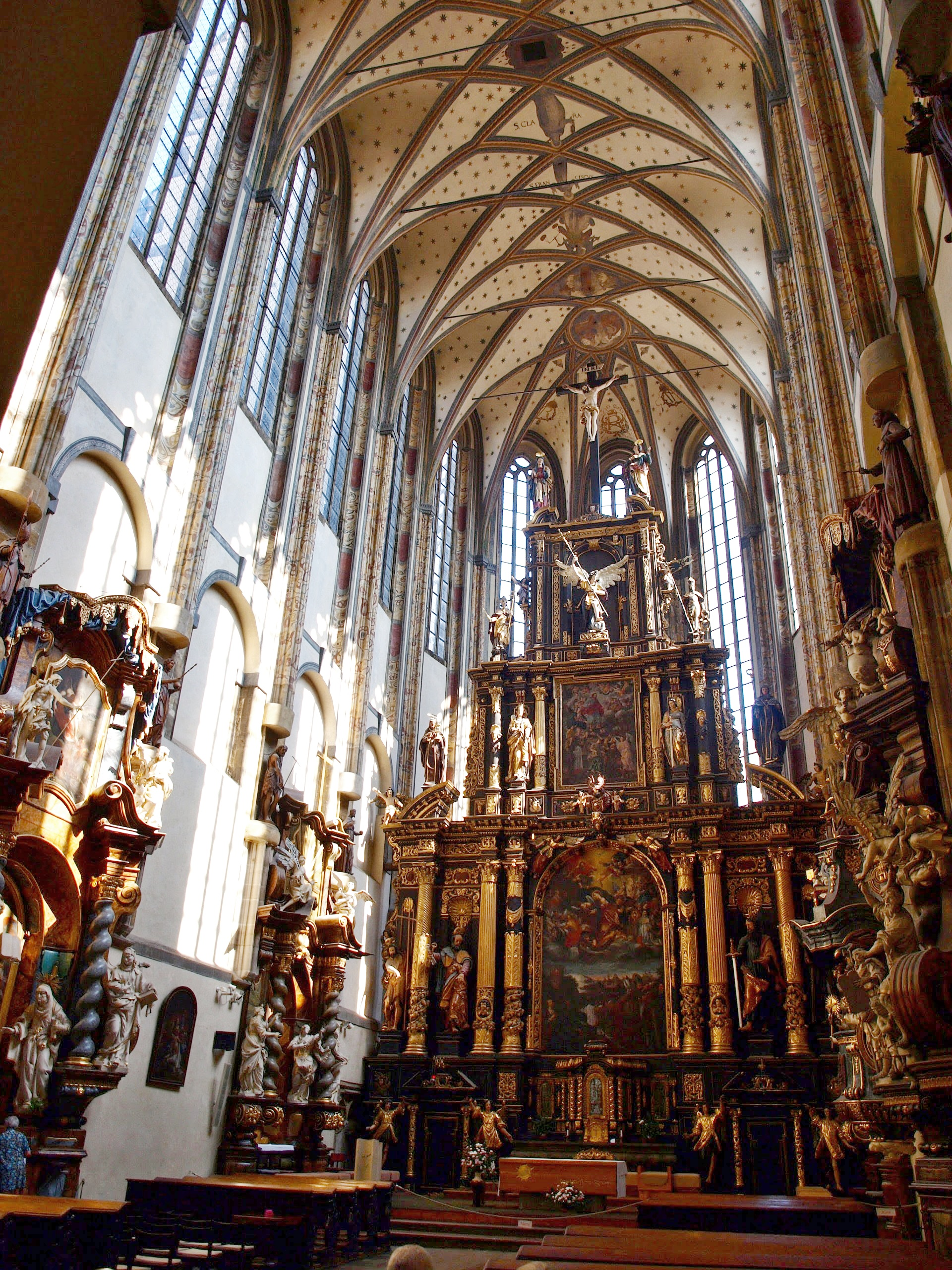
Интерьер церкви с барочным алтарем

Внутреннее пространство хора в настоящее время, по сравнению с первоначальным состоянием, гораздо ниже. Первоначальные готические крестовые ребристые своды, которые достигали высоты 34 метров, в конце XVI века были полностью разрушены. Во время реконструкции монастыря францисканцами храмовое пространство было перекрыто сетчатыми ренессансными сводами меньшей высоты. Естественно, вместе с этим снизились и окна. Следы первоначальных готических сводов можем наблюдать на чердаке церкви. Арки окон видны и снаружи.
В интерьере церкви сохранился ряд ценных памятников раннего барокко. Прежде всего, это одно из самых монументальных произведений пражской алтарной архитектуры того времени — алтарь с колоннами высотой 29 метров и группой «Голгофа», изображающей Христа, св. Иоанна Евангелиста и Деву Марию. Алтарь был создан в 1649—1651 гг. неизвестным резчиком по дереву. Автором нижнего алтарного изображения, которое представляет собой легенду об основании римской церкви Девы Марии Снежной, является пражский художник Антонин Стевенс.
На левом боковом алтаре находится написанная маслом картина «Благовещение» В. В. Рейнера, характерная для зрелого барокко. Картина была реставрирована академистом Франтишком Фишером в 1929—1930 гг. В то же время он создал копию, которая осталась в его владении.
В позднем готическом стиле выполнена оловянная купель конца XV века, с крышки которой была украдена барочная скульптура св. Иоанна Крестителя.
В полу церкви находится ряд усыпальниц известных личностей, другие тела были помешены в гробницу под пресбитерием. В церкви, например, похоронен граф Германн-Кристоф Руссворм — командир имперских войск Рудольфа II, казнённый в 1605 году за организацию убийства брата конкурирующего генерала.